# マトリカ・プラサド・ヤーダブ
マトリカ・プラサド・ヤーダブ（Matrika Prasad Yadav）はネパールの政治家。2008年現在49歳。ネパール共産党毛沢東主義派に属しプラチャンダ内閣の土地改革・管理大臣であったが、2009年2月11日、毛沢東主義派と統一センター・マサル派との合同に反対し、閣僚を辞任、離党。
新党「ネパール共産党毛沢東主義派」を結成し、武装闘争の再開も辞さない姿勢を明らかにしている。マデシや少数民族など、統一毛派に不満を持つ層に同調者が現れており、今後の動向が注目される。G.P.コイララ内閣で森林大臣などを歴任。マデシ出身。
2008年4月10日の制憲議会選挙では比例代表区で当選。